# Анашкин, Николай Терентьевич
Никола́й Тере́нтьевич Ана́шкин (13 марта 1930, с. Сходнево, Бугульминский кантон, Татарская АССР, РСФСР — 21 марта 2015, Новокуйбышевск, Российская Федерация) — бригадир монтажников строительного управления № 3 треста № 25 (Куйбышевская область), Герой Социалистического Труда (1966).

## Биография
Родился в крестьянской семье. В годы войны подростком работал в колхозе. В 1949 г. окончил школу ФЗО, получив строительную специальность.
С 1949 г. работал в строительном управлении № 3 треста № 25 Куйбышевской области. Был одним из первостроителем будущего города Новокуйбышевск, принимал участие в создании почти всех крупных производственных объектов, в том числе и в возведении 120-метровой трубы на ТЭЦ-1. Являлся активным рационализатором.
В 1980—1982 гг. был направлен в командировку в Ливию, участвовал в строительстве аэродрома, технического училища и ряда других объектов.
Избирался депутатов Совета народных депутатов Новокуйбышевска.